# Bochojbo Alto
Bochojbo Alto es una localidad del estado mexicano de Chiapas. Es parte del municipio de Zinacantán.

## Demografía
| Gráfica de evolución demográfica |
|                                  |

| Censo | Población |
| ----- | --------- |
| 1960  | 914       |
| 1970  | 64        |
| 1980  | 327       |
| 1990  | 650       |
| 2000  | 999       |
| 2010  | 1 088     |
| 2020  | 1 296     |